# Pizzale
Pizzale är en ort och kommun i provinsen Pavia i regionen Lombardiet i Italien. Kommunen hade 709 invånare (2018).